# Chay Genoway
Chay Genoway (né le 20 décembre 1986 à Morden dans la province de Manitoba au Canada) est un joueur professionnel canadien de hockey sur glace. Il évolue au poste de défenseur.

## Biographie
Après avoir évolué au niveau universitaire avec le Fighting Sioux de l'Université du Dakota du Nord, il signe en avril 2011 comme agent libre avec le Wild du Minnesota. Il joue son premier match dans la LNH avec le Wild le 7 avril 2012 contre les Coyotes de Phoenix. Il s'agit à ce jour de son seul match dans la LNH.
Après avoir passé deux autres saisons dans la LAH, il part jouer en 2014 avec le Dinamo Riga dans la KHL. Il joue par la suite pour le HK Spartak Moscou, le Jokerit Helsinki et le Lada Togliatti, toujours dans la même ligue. En janvier 2018, il est sélectionné par l'équipe du Canada pour les Jeux olympiques d'hiver se tenant à Pyeongchang (Corée du Sud).

## Statistiques

### En club
| Saison     | Équipe                       | Ligue      |                   | Saison régulière  | Saison régulière  | Saison régulière  | Saison régulière  | Saison régulière  |                   | Séries éliminatoires | Séries éliminatoires | Séries éliminatoires | Séries éliminatoires | Séries éliminatoires |
| Saison     | Équipe                       | Ligue      | PJ                | B                 | A                 | Pts               | Pun               | PJ                | B                 | A                    | Pts                  | Pun                  |                      |                      |
| 2002-2003  | Winkler Flyers               | MJHL       | 4                 | 0                 | 1                 | 1                 | 10                | -                 | -                 | -                    | -                    | -                    |                      |                      |
| 2005-2006  | Vernon Vipers                | BCHL       | 56                | 17                | 32                | 49                | 71                | 10                | 0                 | 8                    | 8                    | 9                    |                      |                      |
| 2006-2007  | Université du Dakota du Nord | WCHA       | 43                | 5                 | 14                | 19                | 42                | -                 | -                 | -                    | -                    | -                    |                      |                      |
| 2007-2008  | Université du Dakota du Nord | WCHA       | 38                | 8                 | 21                | 29                | 46                | -                 | -                 | -                    | -                    | -                    |                      |                      |
| 2008-2009  | Université du Dakota du Nord | WCHA       | 42                | 3                 | 29                | 32                | 46                | -                 | -                 | -                    | -                    | -                    |                      |                      |
| 2009-2010  | Université du Dakota du Nord | WCHA       | 9                 | 4                 | 6                 | 10                | 6                 | -                 | -                 | -                    | -                    | -                    |                      |                      |
| 2010-2011  | Université du Dakota du Nord | WCHA       | 36                | 6                 | 31                | 37                | 26                | -                 | -                 | -                    | -                    | -                    |                      |                      |
| 2011-2012  | Aeros de Houston             | LAH        | 72                | 7                 | 29                | 36                | 29                | 4                 | 0                 | 0                    | 0                    | 4                    |                      |                      |
| 2011-2012  | Wild du Minnesota            | LNH        | 1                 | 0                 | 1                 | 1                 | 0                 | -                 | -                 | -                    | -                    | -                    |                      |                      |
| 2012-2013  | Aeros de Houston             | LAH        | 53                | 4                 | 15                | 19                | 41                | -                 | -                 | -                    | -                    | -                    |                      |                      |
| 2012-2013  | Bears de Hershey             | LAH        | 12                | 1                 | 5                 | 6                 | 8                 | 1                 | 0                 | 0                    | 0                    | 4                    |                      |                      |
| 2013-2014  | Bears de Hershey             | LAH        | 52                | 4                 | 10                | 14                | 28                | -                 | -                 | -                    | -                    | -                    |                      |                      |
| 2014-2015  | Dinamo Riga                  | KHL        | 59                | 9                 | 14                | 23                | 30                | -                 | -                 | -                    | -                    | -                    |                      |                      |
| 2015-2016  | HK Spartak Moscou            | KHL        | 56                | 9                 | 20                | 29                | 8                 | -                 | -                 | -                    | -                    | -                    |                      |                      |
| 2016-2017  | Jokerit Helsinki             | KHL        | 52                | 7                 | 18                | 25                | 43                | 4                 | 0                 | 2                    | 2                    | 2                    |                      |                      |
| 2017-2018  | Lada Togliatti               | KHL        | 56                | 5                 | 18                | 23                | 30                | -                 | -                 | -                    | -                    | -                    |                      |                      |
| 2018-2019  | Frölunda HC                  | SHL        | 51                | 9                 | 16                | 25                | 12                | 16                | 5                 | 8                    | 13                   | 4                    |                      |                      |
| 2019-2020  | Torpedo Nijni Novgorod       | KHL        | 62                | 6                 | 25                | 31                | 22                | 4                 | 1                 | 0                    | 1                    | 12                   |                      |                      |
| 2020-2021  | Avtomobilist Iekaterinbourg  | KHL        | 58                | 3                 | 22                | 25                | 52                | 5                 | 0                 | 0                    | 0                    | 2                    |                      |                      |
| 2021-2022  | Brynäs IF                    | SHL        | 51                | 5                 | 16                | 21                | 14                | 2                 | 0                 | 2                    | 2                    | 0                    |                      |                      |
| 2022-2023  | EC Salzbourg                 | ICEHL      | 45                | 10                | 17                | 27                | 20                | 16                | 1                 | 7                    | 8                    | 4                    |                      |                      |
| 2023-2024  | EC Salzbourg                 | ICEHL      | Saison en cours ? | Saison en cours ? | Saison en cours ? | Saison en cours ? | Saison en cours ? | Saison en cours ? | Saison en cours ? | Saison en cours ?    | Saison en cours ?    | Saison en cours ?    |                      |                      |
| Totaux LNH | Totaux LNH                   | Totaux LNH | 1                 | 0                 | 1                 | 1                 | 0                 | -                 | -                 | -                    | -                    | -                    |                      |                      |

### En équipe nationale
| Année | Équipe | Compétition     |   | PJ | B | A | Pts | Pun                |  | Résultat |
| 2018  | Canada | Jeux olympiques | 6 | 0  | 1 | 1 | 4   | Médaille de bronze |  |          |

## Trophées et honneurs personnels
- 2007-2008 : nommé dans la deuxième équipe d'étoiles de la WCHA.
- 2008-2009 :
  - nommé joueur défensif de l'année dans la WCHA.
  - nommé dans la première équipe d'étoiles de la WCHA.
  - nommé dans la deuxième équipe d'étoiles de la région Ouest de la NCAA.
- 2009-2010 : nommé dans la troisième équipe d'étoiles de la WCHA.
- 2010-2011 :
  - nommé dans la première équipe d'étoiles de la WCHA.
  - nommé dans la première équipe d'étoiles de la région Ouest de la NCAA.
  - nommé meilleur étudiant-athlète de la WCHA.
- 2016-2017 : participe au Match des étoiles de la KHL.
- 2017-2018 : participe au Match des étoiles de la KHL.